# Charlène Duval
 (avril 2008).
Si vous disposez d'ouvrages ou d'articles de référence ou si vous connaissez des sites web de qualité traitant du thème abordé ici, merci de compléter l'article en donnant les références utiles à sa vérifiabilité et en les liant à la section « Notes et références ».
Pour les articles homonymes, voir Duval.
Charlène Duval est un personnage de théâtre et de music-hall créé par Jean-Philippe Maran au début des années 1990. Diva longiligne, sûre d'elle, sophistiquée et mégalomane, Charlène Duval apparaît régulièrement dans des one-woman-shows mêlant chansons et réparties spirituelles, ainsi que comme personnage secondaire dans plusieurs autres spectacles.

## Le personnage
Selon son historiographie officielle, Charlène est née Carlotta-Elena Lopez, à Barcelone, en 1934 (à vérifier). Associée très jeune au mouvement de la France libre, elle devient l'une des figures du music-hall international des années 1950 et 1960 (ayant pris le nom de Duval à la suite de son premier mariage) avant de se retirer de la scène sur l'insistance de son second mari, Horacio Goncalvez, magnat sud-américain de la bretelle en hévéa synthétique, dont elle aura un fils, Benjamin.
Ledit Horacio, dévoré par une jalousie maladive, aurait fait détruire la plupart des traces et des enregistrements de la carrière artistique de sa femme, ce qui permet d'expliquer que seuls les initiés connaissent aujourd'hui Charlène Duval, malgré sa grande célébrité passée.

## Jean-Philippe Maran, son créateur
Créateur du personnage de Charlène Duval, Jean-Philippe Maran est né le 31 août 1964 en région parisienne, d'une mère rapatriée d'Algérie et d'un père d'origine belge. Il manifeste très tôt son goût pour le travesti, s'amusant en l'absence de ses parents à se déguiser avec les vêtements et les bijoux de sa mère. Cette tendance lui vaut régulièrement d'être dénoncé par sa jeune sœur, qui ne manque pas de signaler à l'autorité parentale que "Jean-Philippe s'est encore déguisé en fille".
Après des études d'hôtellerie à Thonon-les-Bains, Jean-Philippe intègre l'Hôtel Prince de Galles puis le très prestigieux restaurant de l'Automobile Club, place de la Concorde à Paris. À partir de la fin des années 1980, il fréquente le Piano-Zinc, bar-cabaret gay (1981-1998) ouvert par Jürgen Pletsch rue des Blancs-Manteaux à Paris, et alors très à la mode. C'est là que Jean-Philippe crée le personnage quelques années plus tard.

## Répertoire habituel
Le répertoire de Charlène Duval est essentiellement composé de chansons populaires françaises des années 1920 à 1970, ainsi que de chansons espagnoles ou sud-américaines. Ses grands succès sont notamment Emmène-moi danser ce soir, créé par Michèle Torr, ou encore de nombreux titres de Line Renaud, comme Le Soir. Cependant, contrairement à la plupart des spectacles de travesti, Charlène Duval est un personnage à part entière et non une simple imitation de chanteuses existantes, même si elle reprend le plus souvent des titres connus. Remarquons également que Charlène chante toujours en direct, à la différence des autres spectacles de travesti, presque tous joués en play-back.
Les spectacles de Charlène Duval ont comme lieu de prédilection les théâtres Dejazet, Trianon ou du Tambour-Royal, ou encore le Vingtième Théâtre, tous situés à Paris. Ces spectacles sont également émaillés de réparties comiques et spirituelles, tirées entre autres de la culture populaire parisienne, avec laquelle Jean-Philippe s'est notamment familiarisé au contact de sa grand-mère Agnès, habitante de la commune banlieusarde de Colombes, et représentante typique de l'esprit du titi parisien.
En 2013 commence l'aventure Mistinguett avec la création du spectacle "Mistinguett Et puis c'est tout !" au Vingtième Théâtre. L'idée de Christophe Mirambeau, coproducteur et directeur artistique était d'exhumer les chansons duos, sketchs, numéros d'ensembles jamais (ou très peu) repris depuis leurs créations. Avec 9 musiciens, des arrangements nouveaux dans le style de l'époque, des costumes évoquant La Miss et un quatuor de garçons rompus à toutes les disciplines, ce spectacle rencontrera le succès espéré en 2013, 2014 et 2016.
2016 est aussi l'année de la comédie musicale Yes ! de Maurice Yvain, mise en scène par Christophe Mirambeau, dans laquelle Charlène est l'explosive bombe chilienne Marquita Negri, au Café de la Danse.
2017 - Fantaisie-revue Paris-Chéries, avec le Frivol' Ensemble, au théâtre Trévise, mise en scène par Christophe Mirambeau
2017 - Comédie musicale Gosse de riche de Maurice Yvain, mise en scène de Pascal Neyron, création à Saint-Dizier puis représentations au théâtre Trévise

## Le Tango
Depuis 2023, Jean-Philippe Maran est aussi le directeur du bal parisien le Tango (boîte de nuit)